# Centrale van de Voeding, Horeca en Diensten
De Centrale van de Voeding, Horeca & Diensten (HORVAL) (Frans: Centrale Alimentation, Horeca & Services) is een Belgische vakcentrale die is aangesloten bij het Algemeen Belgisch Vakverbond (ABVV). De centrale telt 109.391 leden (2008). De co-voorzitters zijn Alain Detemmerman en Tangui Cornu.

## Indeling

### Bestuur
De huidige co-voorzitters zijn Alain Detemmerman en Tangui Cornu.

### Werking
De verschillende niveaus binnen HORVAL zijn:
Het Federaal Congres
Het Federaal Congres is het hoogste bestuursorgaan binnen de vakcentrale. Het stelt de statuten van de centrale op en evalueert de vakbondswerking in de meest ruime zin van het woord. Het Federaal Congres neemt kennis en beraadslaagt over het moreel en financieel verslag van het secretariaat en over het verslag van de financiële controlecommissie. De statuten bepalen dat er om de vier jaar een congres dient gehouden te worden. Op zo'n congres worden de leden van het Federaal Secretariaat, evenals de leden van de financiële controlecommissie verkozen en de leden van het uitvoerend bestuur aangeduid. Het Federaal Congres is soeverein: dit betekent dat het Congres over alles dat de hele centrale aangaat, beslissingen kan nemen. Alle gewestelijke afdelingen zijn vertegenwoordigd en dit in verhouding tot het aantal leden. Gezien het ledental, werden voor het congres 2008 412 delegees uitgenodigd. De co-voorzitters, de gewestelijke secretarissen, secretarissen, adjunct-secretarissen en propagandisten nemen ambtshalve deel aan het congres.
Het Federaal Comité
Het Federaal Comité is het beslissingsorgaan tussen de statutaire congressen in. Het wordt bijeengeroepen om de syndicale standpunten van de Centrale omtrent actualiteitsvraagstukken te bepalen. Het Federaal Comité spreekt zich uit over het syndicaal beleid zowel van het ABVV als van de vakcentrale en over het sluiten van sectorale akkoorden. Het Federaal Comité is eveneens samengesteld in verhouding tot het ledental en bestaat heden uit het Federaal Secretariaat en 116 afgevaardigden, aangeduid door de gewestelijke afdelingen. De co-voorzitters maken ambtshalve deel uit van het Federaal Comité. Het Federaal Comité vergadert wanneer het nodig is en ten minste eenmaal in de vier maanden, wat neerkomt op drie keer per jaar.
Het Federaal Uitvoerend Bestuur
Het Federaal Uitvoerend Bestuur is, samen met het Federaal Secretariaat, belast met de dagelijkse leiding van de Centrale en voert de beslissingen van het Federaal Congres en het Federaal Comité uit. Het Uitvoerend Bestuur heeft als opdracht het voorafgaand onderzoek van al de zaken die de vakcentrale aanbelangen. Overeenkomstig de statuten dient het Uitvoerend Bestuur minstens eenmaal per maand samen te komen. In de praktijk vergadert het Uitvoerend Bestuur om de 14 dagen. Het Uitvoerend Bestuur bestaat uit de Co-Voorzitters en de vertegenwoordigers van de intergewestelijken.
Het Federaal Secretariaat
De dagelijkse leiding van de vakcentrale is in handen van het Federaal Secretariaat en het Uitvoerend Bestuur. Op 1 november 2008 is het Federaal Secretariaat samengesteld uit Alain Detemmerman en Tangui Cornu, co-voorzitters. Het Federaal Secretariaat wordt, in principe, om de vier jaar verkozen op een Statutair Congres (zie boven). Zij worden bijgestaan bij de dagelijkse werking door de administratieve diensten.
De secretarissenvergadering
De secretarissenvergadering is in feite een vergadering van het Uitvoerend Bestuur, uitgebreid tot alle gewestelijke secretarissen, secretarissen, adjunct-secretarissen en propagandisten. De secretarissenvergadering is geen statutaire instantie in de strikte betekenis van het woord en heeft bijgevolg geen beslissingsbevoegdheid. Niettemin geeft de vergadering oriënteringen en bespreekt sectorale en interprofessionele activiteiten.
Sectorcommissies
Elke sectorcommissie bepaalt haar reglement van inwendige orde dat ter goedkeuring wordt voorgelegd aan het Uitvoerend Bestuur. De stem van deze commissies is beslissend. Elke afdeling beschikt over minstens 1 mandaat. De mandaten in de sectorcommissie zijn niet nominatief, de leden hebben per definitie een mandaat van hun gewest. Zij spreken dus niet uit eigen naam, maar namens alle militanten van het gewest. De sectorcommissies komen samen i.f.v. de actualiteit, op initiatief van het Uitvoerend Bestuur of het Federaal Comité.
Controlecommissie Centrale
Om toezicht te houden op de financiën van de Federaal Centrale werd door het Congres een controlecommissie aangeduid, bestaande uit drie leden. Een co-voorzitter en een lid van het Uitvoerend Bestuur, wonen de vergadering bij van de Controlecommissie. De controlecommissie voert ieder kwartaal een controle uit en brengt op ieder congres verslag uit over haar werkzaamheden. Tussentijds verslag wordt uitgebracht aan het Uitvoerend Bestuur. In de schoot van de vakcentrale werd, overeenkomstig de statuten van het ABVV, een Federale Controlecommissie opgericht die als opdracht heeft controle uit te oefenen over het beheer van de gewestelijke afdelingen. De Federale Controlecommissie brengt verslag uit bij het Uitvoerend Bestuur.
De Intergewestelijken
Het unitaire België heeft zich de voorbije jaren omgevormd tot een federale staat, bestaande uit een Vlaams, een Waals en een tweetalig Hoofdstedelijk gewest. Het ABVV heeft ingespeeld op deze gewijzigde staatsstructuur en sedert 1982 werden de intergewestelijken officieel in haar statuten voorzien. In overeenstemming met de ABVV-statuten zijn de Waalse, Vlaamse en Brusselse afdelingen gegroepeerd in intergewestelijken. Zij zijn bevoegd voor gewest- en gemeenschapsmateries.
Syndicale Afvaardiging
Daarnaast zijn er militanten en delegees die verkozen zijn bij de sociale verkiezingen door de werknemers in de bedrijven. Deze verdedigen de rechten van de aangesloten leden binnen hun bedrijf volgens twee verschillende modellen:
- het strijdmodel waarbij men in de bedrijven actievoerders heeft die waken over de sociale toestand. Deze door de vakbond aangestelde personen vormen de vakbondsdelegatie.
- het overlegmodel waarbij er twee organen zijn voor de communicatie tussen werkgever en werknemer. Dit zijn de ondernemingsraad en de Comités voor Preventie en Bescherming op het Werk (CPBW). Deze personen worden verkozen door de werknemers.

### Organogram

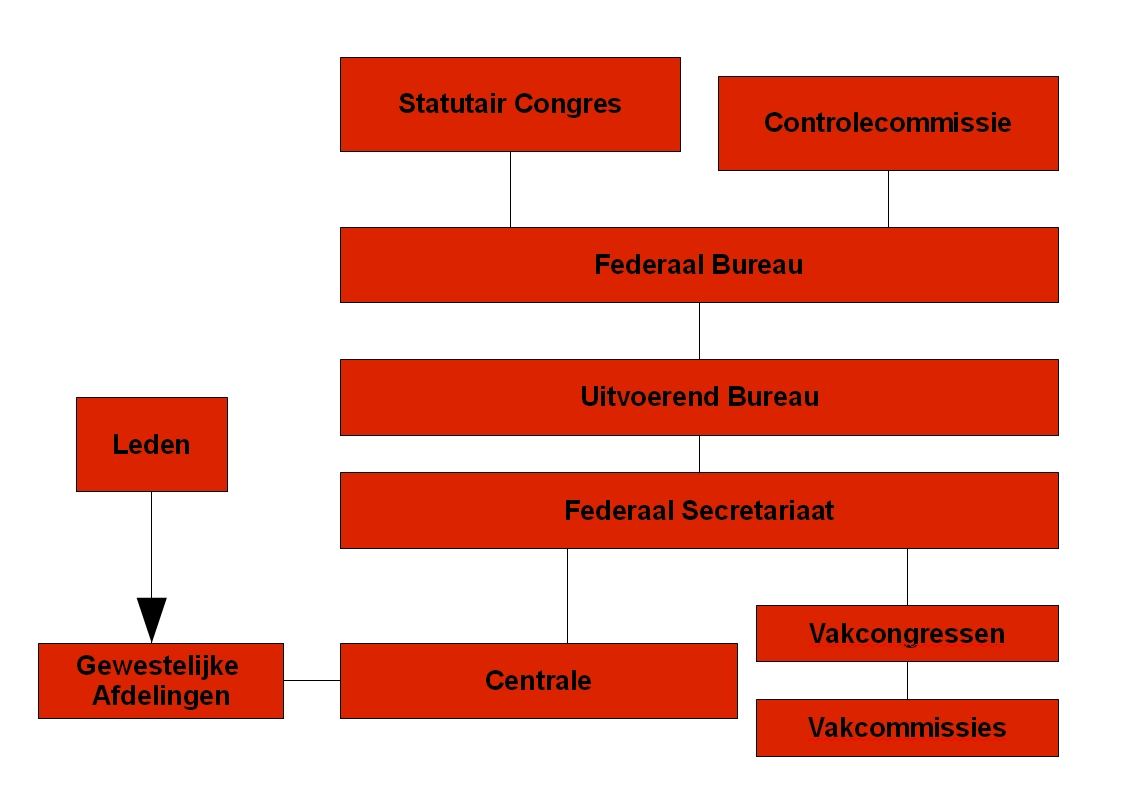
Organogram Vakcentrales

### Sectoren
De sectoren waarin HORVAL actief is (met tussen haakjes het paritair comité waartoe elke sector behoort), zijn:
- Voedingsnijverheid (PC118)
- Handel in Voedingswaren (PC119)
- Technische land- en tuinbouw (PC132)
- Landbouw (PC 144)
- Tuinbouwbedrijf (PC 145)
- Bosbouwbedrijf (PC 146)
- Hotelbedrijf (PC 302)
- Warenhuizen (PC 312)
- Gezins- en Bejaardenhulp in de Franse Gemeenschap, het Waalse Gewest en de Duitstalige Gemeenschap (PC 318.1)
- Uitzendarbeid (enkel voor de sectoren binnen HORVAL)(PC 322)
- Buurtwerken of -diensten (dienstencheques) (PC 322.1)
- Toeristische attracties (PC 333)
- Aanvullend Paritair Comité voor werklieden (PC100)